# Paolo Longo Borghini
Paolo Longo Borghini (Asiago, Vèneto, 10 de desembre de 1980) és un ciclista italià professional del 2004 al 2012. Del seu palmarès destaca la victòria al Gran Premi Nobili Rubinetterie.
La seva germana Elisa també s'ha dedicat al ciclisme professional.

## Palmarès
- 2006
  - 1r al Gran Premi Nobili Rubinetterie

### Resultats al Giro d'Itàlia
- 2009. 113è de la classificació general
- 2012. 108è de la classificació general
- 2013. 67è de la classificació general
- 2014. 99è de la classificació general

### Resultats al Tour de França
- 2007. 124è de la classificació general
- 2008. Abandona (11a etapa)
- 2011. 126è de la classificació general

### Resultats a la Volta a Espanya
- 2013. 89è de la classificació general
- 2014. 101è de la classificació general